# ألفرد كوكس
ألفرد كوكس (بالإنجليزية: Alfred Cox)‏ هو فلاح وسياسي نيوزلندي، ولد في 23 يونيو 1825 في أستراليا، وتوفي في 23 مايو 1911 في نيوزيلندا. انتخب عضو مجلس النواب النيوزيلندي.